# Verwaltungsgebäude des Polizeipräsidiums Frankfurt am Main

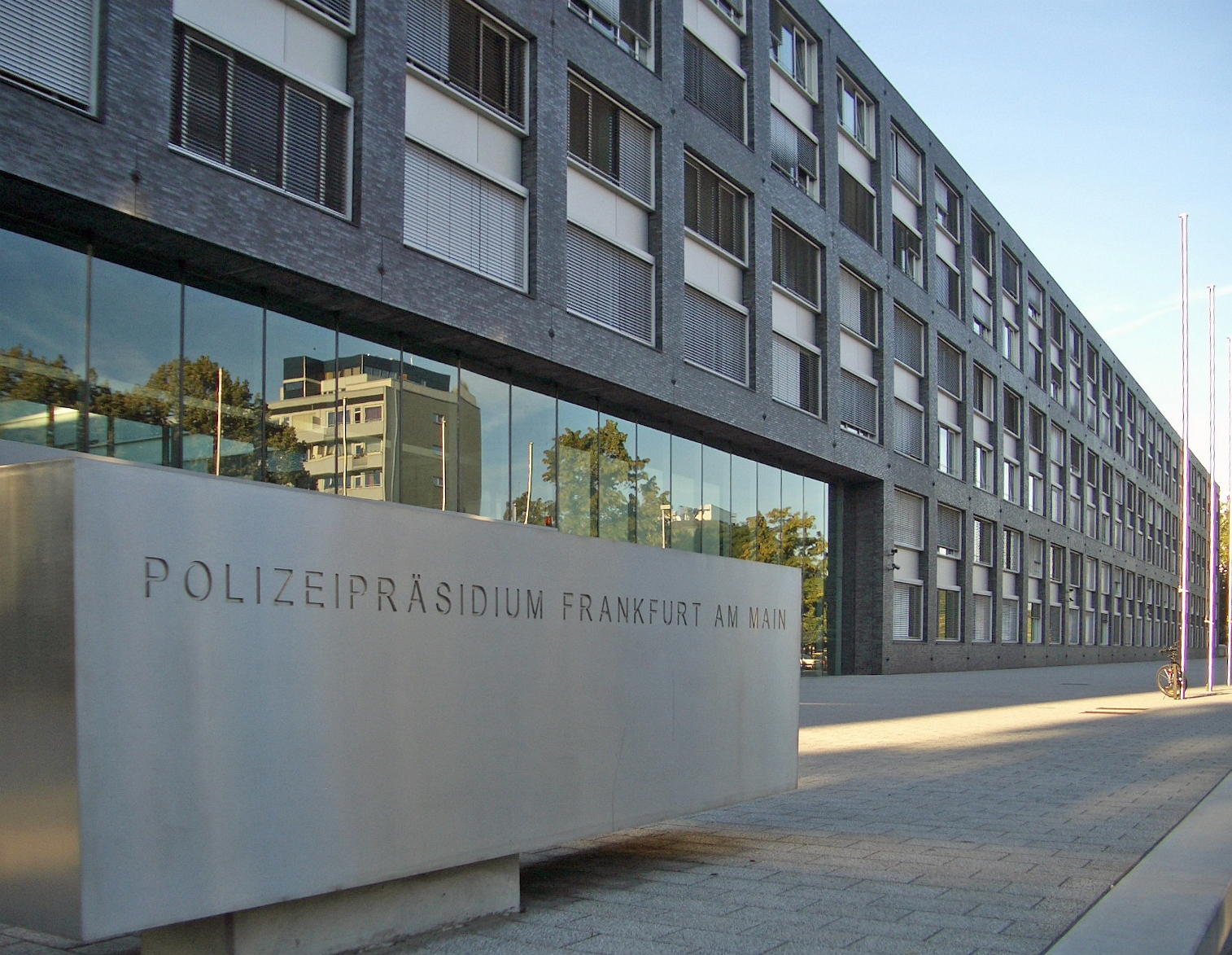
Polizeipräsidium Frankfurt am Main

Das Verwaltungsgebäude des Polizeipräsidiums Frankfurt am Main ist der Sitz der meisten Dienststellen des Polizeipräsidiums Frankfurt am Main. Das 2002 eröffnete Bauwerk in der Adickesallee 70 im Stadtteil Nordend gehört zu den wichtigsten Bauwerken der Frankfurter Architekturgeschichte seit der Jahrtausendwende.
Der Entwurf stammt von dem Frankfurter Büro "Kalmbacher & Ludwig Architekten BDA", das im September 1995 als Sieger aus einem europaweit ausgelobten Wettbewerb hervorging. "Kalmbacher & Ludwig Architekten BDA" gründeten daraufhin mit "KSP Engel und Zimmermann Architekten BDA", eine Planungsgemeinschaft für die weitere Durcharbeitung des Projekts, das 2002 fertiggestellt und bezogen wurde.

## Lage

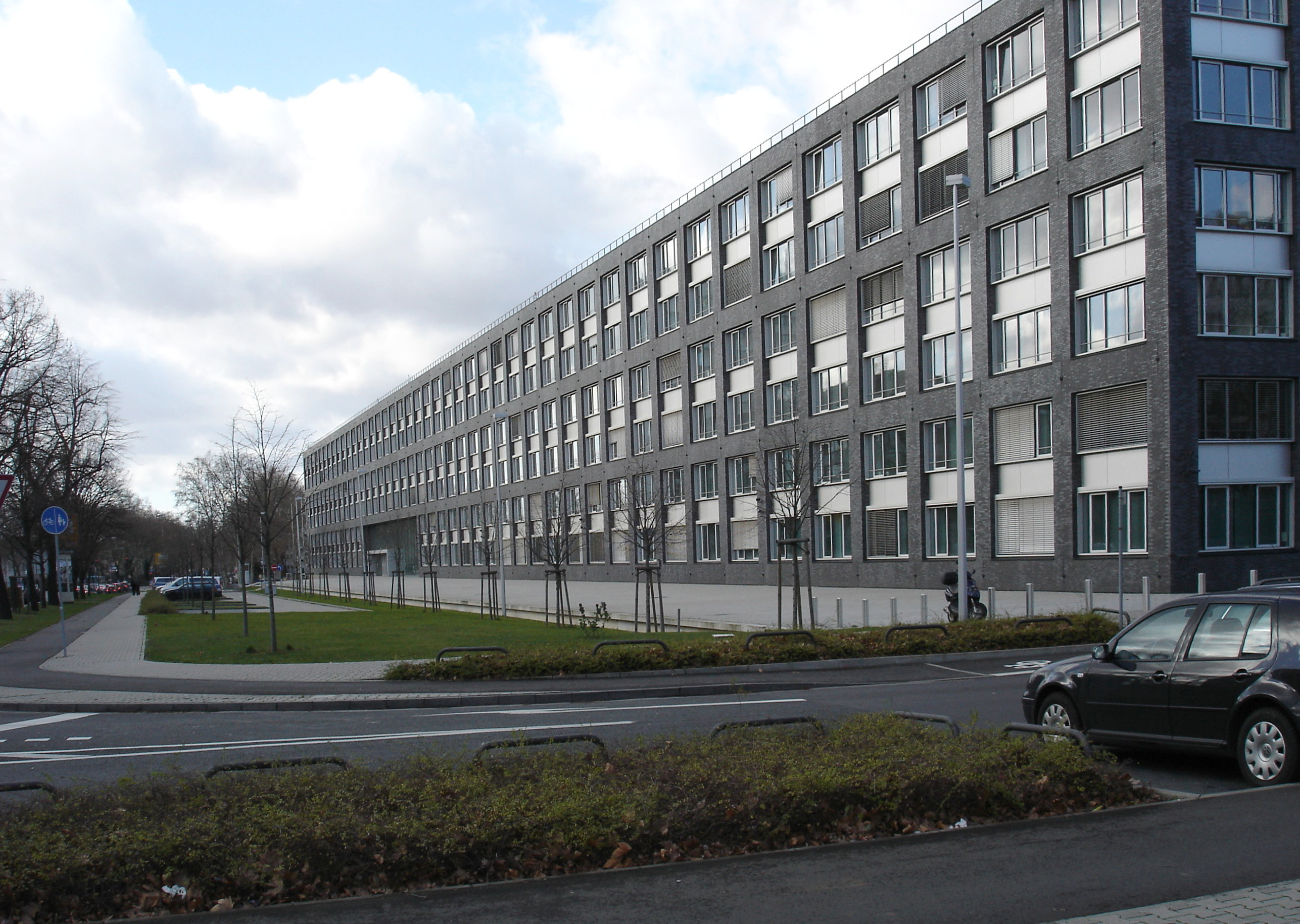
Südfassade zur Adickesallee, Blick von Osten

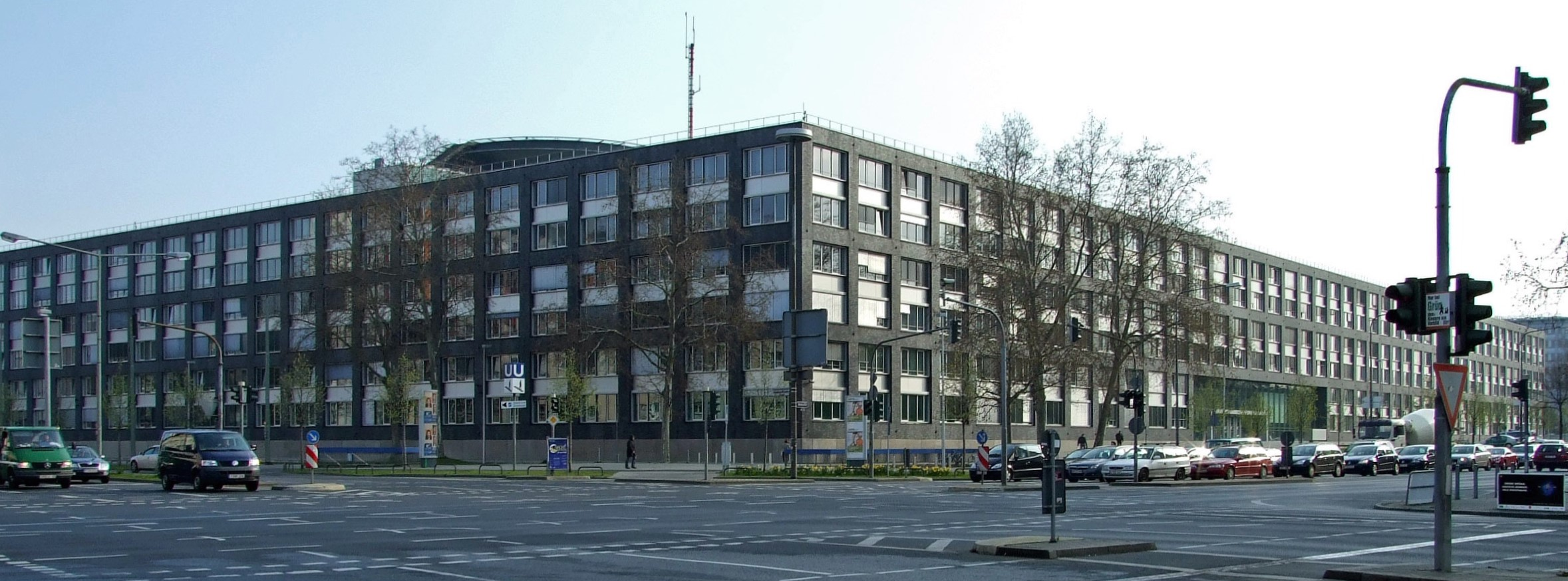
Kreuzung Adickesallee / Eschersheimer Landstraße

Der Neubau des Polizeipräsidiums liegt im Nordend an der Kreuzung Adickesallee und Eschersheimer Landstraße, einer der höchstbelasteten Straßenknoten der Stadt. Die Eschersheimer Landstraße ist eine der wichtigsten Radialen (Ausfallstraßen) vom Stadtzentrum in nördliche Richtung, die Adickesallee ist Teil des hier kreuzenden Frankfurter Alleenrings, der wichtigsten Ringstraße Frankfurts. Die prominente Lage trägt sehr zur Bekanntheit des Bauwerks bei, da täglich Zehntausende Autofahrer an ihm vorüberfahren.
Unter der genannten Kreuzung liegt der U-Bahnhof Miquel-/Adickesallee/Polizeipräsidium der A-Strecke (Linien U1, U2, U3, U8). Seit Eröffnung des Neubaus ist das Polizeipräsidium in den Untertitel des Stationsnamens aufgenommen worden und wird in den U-Bahnzügen als nächste Station angesagt.
Auf dem Grundstück befand sich bis 1995 das PX Shopping Center für die in Frankfurt stationierten Angehörigen der US-amerikanischen Streitkräfte. Nach der Schließung aller amerikanischen Militäreinrichtungen in Frankfurt standen in den umliegenden Stadtteilen (nördliches Westend, nördliches Nordend und Dornbusch) große und nun nicht mehr genutzte Flächen zur Konversion an. Neben zahlreichen Wohnungsbauprojekten ermöglichte dies etwa auch den Umzug eines Teils der Johann Wolfgang Goethe-Universität in das I. G.-Farben-Haus und den Ausbau des neuen Campus Westend als Hauptstandort der Hochschule. Perspektivisch ist das Gebäude mit der Frankfurt University of Applied Sciences und der Deutschen Nationalbibliothek von zwei weiteren großen Bildungsträgern umgeben. Hinzu kommt der nahe gelegene Sitz des Hessischen Rundfunks im Dornbusch.

## Das Gebäude

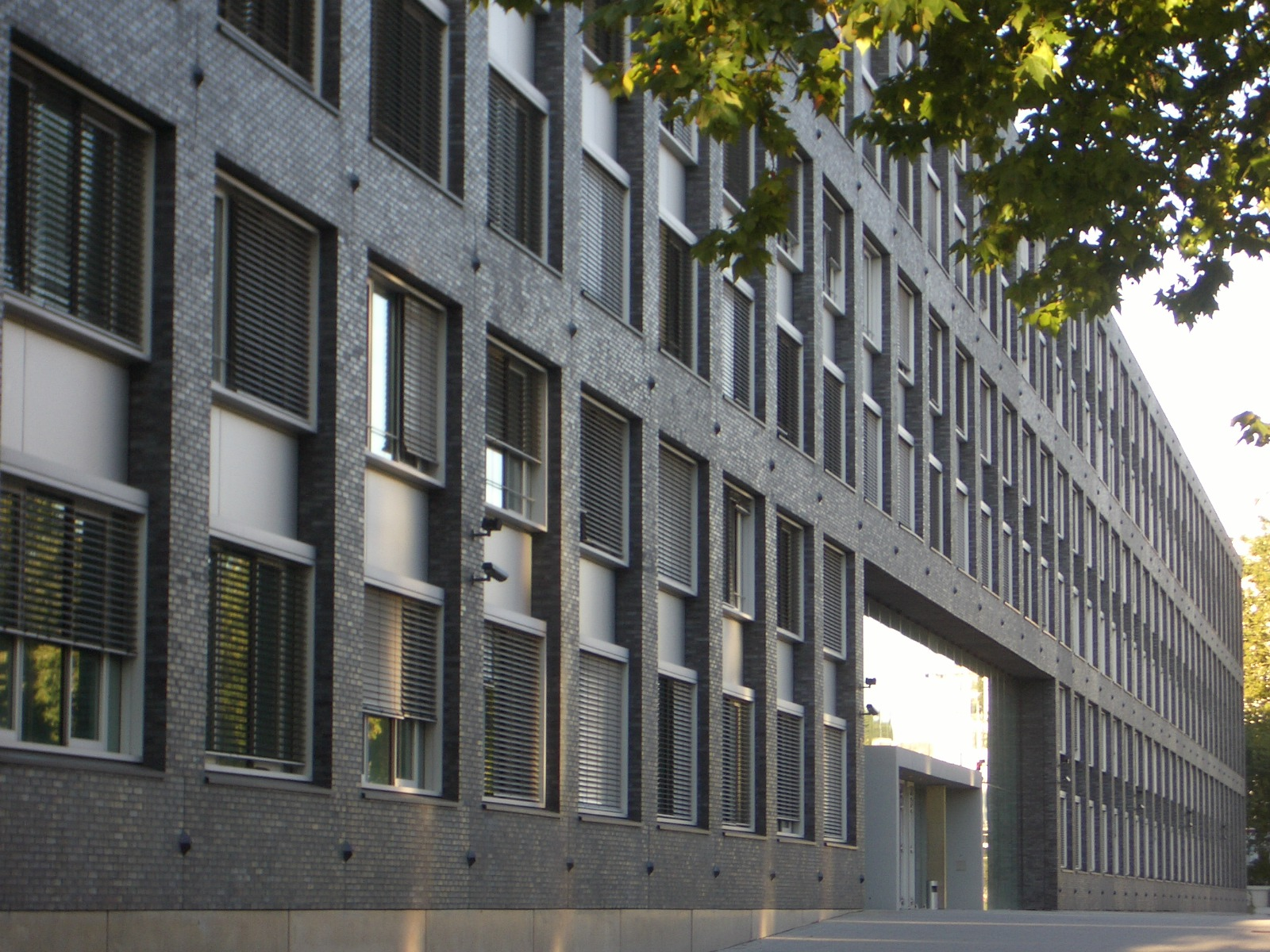
Der breite Einschnitt des Eingangsbereichs ist die einzige Unterbrechung der Südfassade.

Das Gebäude des Polizeipräsidiums ist eine Anlage auf rechteckigem Grundriss mit etwa 240 × 140 m Kantenlänge, wobei die längeren Seiten nach Süden (Adickesallee) und Norden (Polizeimeister-Kaspar-Straße), die kürzeren nach Westen (Eschersheimer Landstraße) und Osten (Bertramstraße) hin ausgerichtet ist. Der durchgehend sechsgeschossige Bau nimmt dabei einen ganzen Straßenblock ein. Die Bruttogeschossfläche beträgt 129.000 m², das Gebäude hat 1500 Büroräume. Baubeginn war 1998, Fertigstellung im November 2002. Die Baukosten betrugen 267 Millionen Euro.
Durch einen parallel zu den Langseiten im Innern des Blocks angeordneten achtgeschossigen Riegel und sechs quer dazu zwischen ihm und den Nord- bzw. Südflügeln angeordneten Querriegeln entstehen insgesamt acht Innenhöfe. Der Haupteingang liegt an der Adickesallee, etwa gegenüber der Eysseneckstraße. Durch einen dieser Innenhöfe erreicht der Besucher den Mittelriegel, in dem sich das zentrale Zugangsbauwerk und die Haupterschließung der verschiedenen Dienststellen befindet.
Das Äußere des Bauwerks wirkt extrem streng und reduziert. Die (pro Langseite über 40) Fensterachsen sind so gestaltet, dass jeweils zwei Geschosse optisch zusammengefasst werden. Dadurch entstehen über dem zweiten und über dem vierten Obergeschoss monumentale, über die komplette Fassade durchlaufende horizontale Bänder. Lediglich in der Fassade zur Adickesallee wird die Steinfassade durch den gläsernen Eingangstrakt unterbrochen, der in einer Breite von 42 Metern stützenfrei überspannt wird.
Im Gegensatz zur Strenge des Außenbaus stehen die Innenhöfe, die durch die unregelmäßig angeordneten Querriegel unterschiedliche Grundrisse aufweisen, unterschiedlich gestaltet sind und auch unterschiedlich genutzt werden.

## Kriminaltechnische Lehrmittelsammlung des Polizeipräsidiums Frankfurt am Main
Neben den Dienststellen des Polizeipräsidiums und dem für die Stadtteile Nordend-West und Westend-Nord zuständigen 3. Polizeirevier beherbergt das Gebäude auch das umgangssprachlich genannte Kriminalmuseum Frankfurt. Es geht auf eine seit etwa 1920 angelegte Lehrmittelsammlung der Frankfurter Polizei zurück. Träger der Sammlung ist das Land Hessen, vertreten durch das Polizeipräsidium Frankfurt am Main. Auf einer Fläche von rund 200 Quadratmetern werden verschiedene Exponate zur Arbeit der Frankfurter Polizei und zu aufsehenerregenden historischen Kriminalfällen gezeigt, darunter zum Mordfall Nitribitt und zu den Tötungsdelikten an der Startbahn West an zwei Polizeibeamten bei einer Demonstration an der Startbahn West im November 1987. Das Museum ist bei der jährlichen Nacht der Museen allgemein zugänglich. Generelle Öffnungszeiten gibt es nicht. Führungen für Gruppen sind individuell zu erfragen.
2004 wurde in Absprache mit der Behördenleitung ein Förderverein zur Unterstützung der Sammlung gegründet.